# Liste des stations du métro de Marseille
Pour un article plus général, voir Métro de Marseille.

Pour alléger les tableaux, seules les correspondances avec les transports guidés (trains, tramways, etc.) et les correspondances en étroite relation avec la ligne sont données. Les autres correspondances, notamment avec les lignes de bus, sont reprises dans les articles de chaque station.

## Stations en service
Le tableau ci-dessous présente la situation existante, faisant abstraction de tout ce qui est à l'état de projet ou en construction.
| Station                                 | Ligne                                                         | Rang alpha- bétique | Date d'ouverture                       | Situation   | Arrondissement | Fréquentation annuelle | Correspondance                                                                           | Particularité | Image                 |
| --------------------------------------- | ------------------------------------------------------------- | ------------------- | -------------------------------------- | ----------- | -------------- | ---------------------- | ---------------------------------------------------------------------------------------- | ------------- | --------------------- |
| Baille                                  | Ligne 1 du métro de Marseille                                 | 1                   | 5 septembre 1992                       | Souterraine | 5e             |                        |                                                                                          |               | defaut                |
| Bougainville                            | Ligne 2 du métro de Marseille                                 | 2                   | 14 février 1987                        | Aérienne    | 14e            |                        |                                                                                          |               | quai aéérien          |
| Castellane                              | Ligne 1 du métro de Marseille · Ligne 2 du métro de Marseille | 3                   | M1 : 11 mars 1978 M2 : 3 mars 1984     | Souterraine | 6e             |                        | Tramway de Marseille · Ligne 3 du tramway de Marseille                                   |               | voies et quais        |
| Chartreux                               | Ligne 1 du métro de Marseille                                 | 4                   | 26 novembre 1977                       | Souterraine | 4e             |                        |                                                                                          |               | voies et quais        |
| Cinq Avenues - Longchamp                | Ligne 1 du métro de Marseille                                 | 5                   | 26 novembre 1977                       | Souterraine | 4e             |                        | aux stations Cinq Avenues et Longchamp                                                   |               | quai central          |
| Colbert - Hôtel de Région               | Ligne 1 du métro de Marseille                                 | 6                   | 11 mars 1978                           | Souterraine | 1er            |                        |                                                                                          |               | defaut                |
| Désirée Clary                           | Ligne 2 du métro de Marseille                                 | 7                   | 14 février 1987                        | Souterraine | 3e             |                        |                                                                                          |               | quais                 |
| Estrangin - Préfecture                  | Ligne 1 du métro de Marseille                                 | 8                   | 11 mars 1978                           | Souterraine | 6e             |                        |                                                                                          |               | defaut                |
| Frais-Vallon                            | Ligne 1 du métro de Marseille                                 | 9                   | 26 novembre 1977                       | Aérienne    | 13e            |                        |                                                                                          |               | defaut                |
| Gèze                                    | Ligne 2 du métro de Marseille                                 | 10                  | 16 décembre 2019                       | Aérienne    | 15e            |                        |                                                                                          |               | quais et train        |
| Joliette                                | Ligne 2 du métro de Marseille                                 | 11                  | 3 mars 1984                            | Souterraine | 2e             |                        | Tramway de Marseille · Ligne 2 du tramway de Marseille · Ligne 3 du tramway de Marseille |               | quais                 |
| Jules Guesde                            | Ligne 2 du métro de Marseille                                 | 12                  | 3 mars 1984                            | Souterraine | 2e             |                        |                                                                                          |               | defaut                |
| La Blancarde                            | Ligne 1 du métro de Marseille                                 | 13                  | 6 mai 2010                             | Souterraine | 5e             |                        | Gare de Marseille-Blancarde                                                              |               | defaut                |
| La Fourragère                           | Ligne 1 du métro de Marseille                                 | 14                  | 6 mai 2010                             | Souterraine | 12e            |                        |                                                                                          |               | rame en station       |
| La Rose - Technopôle de Château-Gombert | Ligne 1 du métro de Marseille                                 | 15                  | 26 novembre 1977                       | Aérienne    | 13e            |                        |                                                                                          |               | station aérienne      |
| La Timone                               | Ligne 1 du métro de Marseille                                 | 16                  | 5 septembre 1992                       | Souterraine | 5e             |                        |                                                                                          |               | defaut                |
| Louis Armand                            | Ligne 1 du métro de Marseille                                 | 17                  | 6 mai 2010                             | Souterraine | 12e            |                        |                                                                                          |               | édicule de la station |
| Malpassé                                | Ligne 1 du métro de Marseille                                 | 18                  | 26 novembre 1977                       | Aérienne    | 13e            |                        |                                                                                          |               | quai central          |
| National                                | Ligne 2 du métro de Marseille                                 | 19                  | 14 février 1987                        | Souterraine | 3e             |                        |                                                                                          |               | defaut                |
| Notre-Dame-du-Mont - Cours Julien       | Ligne 2 du métro de Marseille                                 | 20                  | 3 mars 1984                            | Souterraine | 6e             |                        |                                                                                          |               | quai                  |
| Noailles                                | Ligne 2 du métro de Marseille                                 | 21                  | 3 mars 1984                            | Souterraine | 1er            |                        | à la station Noailles à la station Canebière Garibaldi                                   |               | quai central          |
| Périer                                  | Ligne 2 du métro de Marseille                                 | 22                  | 1er février 1986                       | Souterraine | 8e             |                        |                                                                                          |               | quais                 |
| Réformés - Canebière                    | Ligne 1 du métro de Marseille                                 | 23                  | 26 novembre 1977                       | Souterraine | 1er            |                        | Tramway de Marseille · Ligne 2 du tramway de Marseille                                   |               | Quai                  |
| Rond-point du Prado                     | Ligne 2 du métro de Marseille                                 | 24                  | 1er février 1986                       | Souterraine | 8e             |                        |                                                                                          |               | quais                 |
| Saint-Just - Hôtel du département       | Ligne 1 du métro de Marseille                                 | 25                  | 26 novembre 1977                       | Souterraine | 4e             |                        |                                                                                          |               | defaut                |
| Saint-Barnabé                           | Ligne 1 du métro de Marseille                                 | 26                  | 6 mai 2010                             | Souterraine | 12e            |                        |                                                                                          |               | train à quai          |
| Saint-Charles                           | Ligne 1 du métro de Marseille · Ligne 2 du métro de Marseille | 27                  | M1 : 26 novembre 1977 M2 : 3 mars 1984 | Souterraine | 1er            |                        | Gare de Marseille-Saint-Charles                                                          |               | quais                 |
| Sainte-Marguerite - Dromel              | Ligne 2 du métro de Marseille                                 | 28                  | 1er février 1986                       | Aérienne    | 9e             |                        |                                                                                          |               | quai aérien           |
| Vieux-Port - Hôtel de ville             | Ligne 1 du métro de Marseille                                 | 29                  | 11 mars 1978                           | Souterraine | 1er            |                        |                                                                                          |               | defaut                |